# Liste des pays ayant le français comme langue maternelle
- Langue maternelle (créoles inclus)
- Langue officielle
- Langue administrative, d'enseignement et de travail
- Langue importante, seconde ou de culture

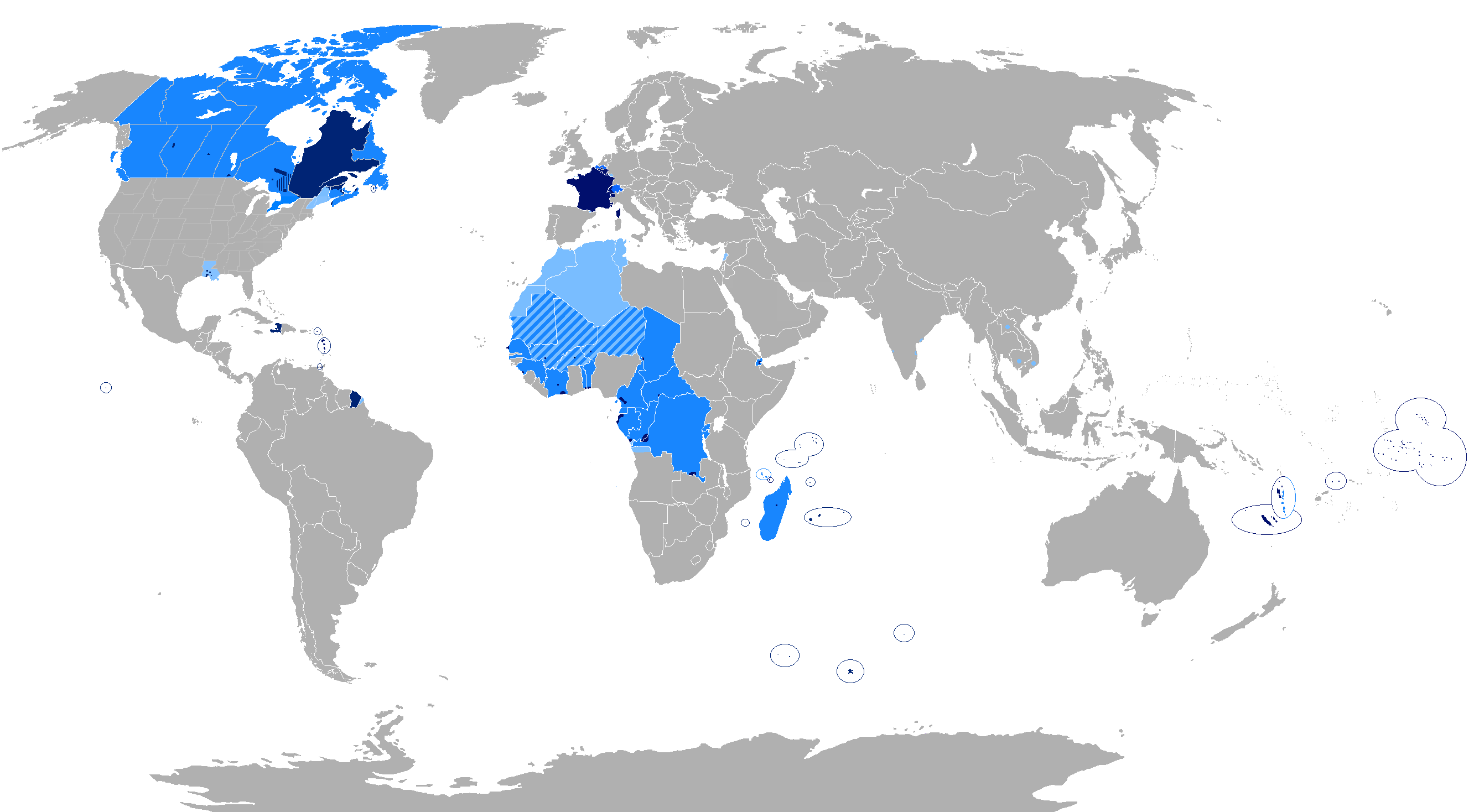
Francophonie dans le Monde.
Langue maternelle (créoles inclus)
Langue officielle
Langue importante, seconde ou de culture

En 2024, le total de francophones ayant le français comme langue maternelle est de 113 millions, ce qui représente environ 32,9 % de la population francophone mondiale estimée à 343 millions, soit presque un francophone sur 3. À cela, on peut ajouter environ 10 millions de locuteurs, dont 2/3 sont Haïtiens, et ayant un créole à base lexicale française comme seule langue maternelle, tout en connaissant le français ou pas.
L'Europe est la région avec le plus grand nombre de francophones, et la France en représente la majorité. Les autres pays européens contribuent également, mais à un niveau beaucoup plus faible. Mais aujourd'hui à travers le monde, les Français représentent environ qu'une personne sur deux ayant le français comme langue maternelle (56,6%) et une personne francophone sur 5.37 (18,6%) à travers le monde.
L'Afrique subsaharienne suit en termes de locuteurs, tandis que l'Amérique du Nord et l'Afrique du Nord ont des populations francophones moins importantes. Les populations francophones pour l'Amérique du Sud, l'Asie et l'Océanie sont très faibles.
La notion de français langue maternelle (L1) concerne principalement les personnes qui parlent le français dans des pays spécifiques. Actuellement, cela inclut environ 63,8 millions de locuteurs en France, 8,8 millions au Canada, 4,9 millions en Belgique, 1,9 million en Suisse et 15 000 dans la Principauté de Monaco. En totalisant ces chiffres, on arrive à environ 79,6 millions de francophones dans ces cinq pays uniquement.
Cependant, en élargissant notre analyse aux États où le français est reconnu comme langue officielle ou co-officielle, le nombre total de francophones s'élève à environ 113 millions. En ajoutant les 33,2 millions de locuteurs supplémentaires présents dans d'autres pays, on obtient ce chiffre global, qui illustre l'importance du français au-delà des frontières de ces cinq nations.
| Rang | Pays/Territoires                 | Région du monde               | Langue officielle | Propagation | Total      |
| ---- | -------------------------------- | ----------------------------- | ----------------- | ----------- | ---------- |
| 1    | France                           | Europe de l'Ouest             | oui               | 93,6 %      | 63.807.000 |
| 2    | République démocratique du Congo | Afrique Centrale              | oui               | 12,0 %      | 12.272.000 |
| 3    | Canada                           | Amérique du Nord              | oui               | 22,0 %      | 8.822.000  |
| 4    | Haïti                            | Caraïbes                      | oui               | 42,0 %      | 4.924.000  |
| 5    | Belgique                         | Europe de l'Ouest             | oui               | 41,1 %      | 4.859.000  |
| 6    | États-Unis d'Amérique            | Amérique du Nord              | non               | 0,7 %       | 2.344.000  |
| 7    | Tunisie                          | Afrique du Nord               | non               | 16,0 %      | 1.993.000  |
| 8    | Suisse                           | Europe de l'Ouest             | oui               | 21,3 %      | 1.885.000  |
| 9    | Mali                             | Afrique de l'Ouest            | oui               | 6,4 %       | 1.491.000  |
| 10   | Cameroun                         | Afrique Centrale              | oui               | 3,0 %       | 859.000    |
| 11   | Madagascar                       | Afrique de l'Est              | oui               | 2,3 %       | 697.000    |
| 12   | Algérie                          | Afrique du Nord               | non               | 1,5 %       | 684.000    |
| 13   | Togo                             | Afrique de l'Ouest            | oui               | 7,2 %       | 652.000    |
| 14   | Côte d'Ivoire                    | Afrique de l'Ouest            | oui               | 2,1 %       | 606.000    |
| 15   | République centrafricaine        | Afrique Centrale              | oui               | 7,5 %       | 431.000    |
| 16   | Tchad                            | Afrique Centrale              | oui               | 2,3 %       | 420.000    |
| 17   | Maroc                            | Afrique du Nord               | non               | 1,0 %       | 378.000    |
| 18   | Burkina Faso                     | Afrique de l'Ouest            | oui               | 1,3 %       | 302.000    |
| 19   | Niger                            | Afrique de l'Ouest            | oui               | 1,1 %       | 299.000    |
| 20   | Guinée                           | Afrique de l'Ouest            | oui               | 2,1 %       | 298.000    |
| 21   | Italie                           | Europe du Sud                 | non               | 0,5 %       | 294.000    |
| 22   | République du Congo              | Afrique Centrale              | oui               | 4,6 %       | 281.000    |
| 23   | Martinique                       | Caraïbes                      | oui               | 80,0 %      | 280.000    |
| 24   | Sénégal                          | Afrique de l'Ouest            | oui               | 1,4 %       | 249.000    |
| 25   | Polynésie française              | Polynésie                     | oui               | 61,1 %      | 189.000    |
| 26   | La Réunion                       | Afrique de l'Est              | oui               | 19 %        | 165.000    |
| 27   | Laos                             | Asie du Sud-Est               | non               | 2,0 %       | 153.000    |
| 28   | Comores                          | Afrique de l'Est              | oui               | 12,9 %      | 110.000    |
| 29   | Bénin                            | Afrique de l'Ouest            | oui               | 0,8 %       | 110.000    |
| 30   | Gabon                            | Afrique Centrale              | oui               | 4,0 %       | 97.000     |
| 31   | Nouvelle-Calédonie               | Mélanésie                     | oui               | 34,3 %      | 92.000     |
| 32   | Guyane                           | Amérique du Sud               | oui               | 30,7 %      | 91.000     |
| 33   | Guadeloupe                       | Caraïbes                      | oui               | 20,0 %      | 76.000     |
| 34   | Mayotte                          | Afrique de l'Est              | oui               | 20,3 %      | 65.000     |
| 35   | Nouvelle-Zélande                 | Australie et Nouvelle-Zélande | non               | 1,2 %       | 63.000     |
| 36   | Maurice                          | Afrique de l'Est              | non               | 4,1 %       | 52.000     |
| 37   | Guinée équatoriale               | Afrique Centrale              | oui               | 2,4 %       | 41.000     |
| 38   | Burundi                          | Afrique de l'Est              | oui               | 0,3 %       | 40.000     |
| 39   | Sahara occidental                | Afrique du Nord               | non               | 5,0 %       | 33.000     |
| 40   | Luxembourg                       | Europe de l'Ouest             | oui               | 4,2 %       | 28.000     |
| 41   | Djibouti                         | Afrique de l'Est              | oui               | 1,8 %       | 20.000     |
| 42   | Sao Tomé-et-Principe             | Afrique Centrale              | non               | 6,8 %       | 16.000     |
| 43   | Monaco                           | Europe de l'Ouest             | oui               | 41,9 %      | 15.000     |
| 44   | Rwanda                           | Afrique de l'Est              | oui               | 0,1 %       | 14.000     |
| 45   | Saint-Barthélemy                 | Caraïbes                      | oui               | 80,0 %      | 9.000      |
| 46   | Îles Vierges des États-Unis      | Caraïbes                      | non               | 6,6 %       | 7.000      |
| 47   | Saint-Martin                     | Caraïbes                      | oui               | 9,0 %       | 3.000      |
| 48   | Vanuatu                          | Mélanésie                     | oui               | 0,6 %       | 2.000      |
| 49   | Wallis-et-Futuna                 | Polynésie                     | oui               | 10,8 %      | 1.000      |
| 50   | Seychelles                       | Afrique de l'Est              | oui               | 0,7 %       | 900        |
|      |                                  |                               |                   |             | 112.984    |

Le tableau montre la répartition des francophones ayant le français comme langue maternelle par continent, soit 112.984 millions en 2024.
| Rang  | Région du monde       | Locuteurs (en milliers)             | % du total |
| ----- | --------------------- | ----------------------------------- | ---------- |
| 1     | Europe                | 70.578                              | 62,4       |
|       |                       | - France 63.807 (56,6%)             |            |
|       |                       | - Autres pays d'Europe 6.771 (6,0%) |            |
| 2     | Afrique subsaharienne | 22.663                              | 20,1       |
| 3     | Amérique du Nord      | 11.166                              | 9,9        |
| 4     | Caraïbes              | 5.366                               | 4,8        |
| 5     | Afrique du Nord       | 2.055                               | 1,8        |
| 6     | Océanie               | 346                                 | 0,3        |
| 7     | Asie                  | 153                                 | 0,1        |
| 8     | Amérique du Sud       | 91                                  | 0,1        |
| Total | Total                 | 112.819                             | 100        |

Le nombre de locuteurs ayant créole français comme langue maternelle mais étant pas des locuteurs francophones ou pas est environ 10 millions dont 2/3 d'Haïtiens.
- Créole haïtien : environ 6.776 millions
- Créole martiniquais : environ 105.000
- Créole guyanais : environ 209.000
- Créole guadeloupéen : environ 324.000
- Créole mauricien : environ 1.248 millions
- Créole de Saint-Barthélemy : environ 2.250
- Créole réunionnais : environ 705.000
- Créole de Saint-Martin : environ 29.000
- Créole seychellois : environ 70.000
- Créole saint-lucien, Créole dominiquais, de Trinité-et-Tobago et de Grenade : environ 357.000

| Rang | Pays/Territoires                 | Continent | Région du monde    | OIF                 | Langue officielle | Population totale | % de francophones | Total           |
| ---- | -------------------------------- | --------- | ------------------ | ------------------- | ----------------- | ----------------- | ----------------- | --------------- |
| 1    | France (ensemble)                | Europe    | Europe de l'Ouest  | Membre              | oui               | 69 409            | 96,1              | 66 692 décompté |
| 1    | France                           | Europe    | Europe de l'Ouest  | Membre              | oui               | 66 549            | 96,7              | 64 317          |
| 2    | République démocratique du Congo | Afrique   | Afrique centrale   | Membre              | oui               | 109 276           | 50,7              | 55 393          |
| 3    | Algérie                          | Afrique   | Afrique du Nord    |                     |                   | 46 814            | 32,9              | 15 385          |
| 4    | Allemagne                        | Europe    | Europe de l'Ouest  | Membre              |                   | 84 552            | 17,3              | 14 610          |
| 5    | Maroc                            | Afrique   | Afrique du Nord    | Membre              |                   | 38 081            | 36,0              | 13 705          |
| 6    | Italie                           | Europe    | Europe du Sud      | Membre              | oui               | 59 343            | 21,0              | 12 462          |
| 7    | Cameroun                         | Afrique   | Afrique centrale   | Membre              | oui               | 29 124            | 41,1              | 11 957          |
| 8    | Côte d'Ivoire                    | Afrique   | Afrique de l'Ouest | Membre              | oui               | 31 934            | 36,4              | 11 630          |
| 9    | Royaume-Uni                      | Europe    | Europe du Nord     | Membre              | oui               | 69 138            | 16,6              | 11 441          |
| 10   | Canada (ensemble)                | Amériques | Amérique du Nord   | Membre              | oui               | 39 953            | 27,5              | 10 989 décompté |
| 11   | Belgique                         | Europe    | Europe de l'Ouest  | Membre              | oui               | 11 739            | 77,1              | 9 047           |
| 12   | Madagascar                       | Afrique   | Afrique de l'Est   | Membre              | oui               | 31 965            | 26,6              | 8 499           |
| 13   | Québec                           | Amériques | Amérique du Nord   | Membre              | oui               | 8 805             | 91,6              | 8 063           |
| 14   | Tunisie                          | Afrique   | Afrique du Nord    | Membre              | oui               | 12 277            | 53,1              | 6 520           |
| 15   | Suisse                           | Europe    | Europe de l'Ouest  | Membre              | oui               | 8 922             | 67,3              | 6 007           |
| 16   | Espagne                          | Europe    | Europe du Sud      | Membre              | oui               | 47 911            | 12,0              | 5 752           |
| 17   | Burkina Faso                     | Afrique   | Afrique de l'Ouest | Membre              | oui               | 23 549            | 22,8              | 5 379           |
| 18   | Sénégal                          | Afrique   | Afrique de l'Ouest | Membre              | oui               | 18 502            | 27,7              | 5 130           |
| 19   | Pays-Bas                         | Europe    | Europe de l'Ouest  | Membre              | oui               | 18 229            | 27,7              | 5 042           |
| 20   | Haïti                            | Amériques | Caraïbes           | Membre              | oui               | 11 773            | 42,0              | 4 945           |
| 21   | Mali                             | Afrique   | Afrique de l'Ouest | Membre              | oui               | 24 479            | 20,0              | 4 884           |
| 22   | Bénin                            | Afrique   | Afrique de l'Ouest | Membre              | oui               | 14 463            | 33,7              | 4 873           |
| 23   | Guinée                           | Afrique   | Afrique de l'Ouest | Membre              | oui               | 14 755            | 27,8              | 4 106           |
| 24   | Togo                             | Afrique   | Afrique de l'Ouest | Membre              | oui               | 9 515             | 41,1              | 3 913           |
| 25   | République du Congo              | Afrique   | Afrique centrale   | Membre              | oui               | 6 333             | 61,4              | 3 888           |
| 26   | Niger                            | Afrique   | Afrique de l'Ouest | Membre              | oui               | 27 032            | 13,5              | 3 635           |
| 27   | Égypte                           | Afrique   | Afrique du Nord    | Membre              | oui               | 116 538           | 3,0               | 3 518           |
| 28   | Tchad                            | Afrique   | Afrique centrale   | Membre              | oui               | 20 299            | 12,8              | 2 603           |
| 29   | Portugal                         | Europe    | Europe du Sud      |                     | oui               | 10 425            | 24,4              | 2 543           |
| 30   | Liban                            | Asie      | Asie de l'Ouest    | Membre              |                   | 5 806             | 38,0              | 2 206           |
| 31   | États-Unis d'Amérique            | Amériques | Amérique du Nord   | Membre              |                   | 345 427           | 0,6               | 2 198           |
| 32   | Roumanie                         | Europe    | Europe de l'Est    | Membre              | oui               | 19 015            | 10,3              | 1 957           |
| 33   | Gabon                            | Afrique   | Afrique centrale   | Membre              | oui               | 2 539             | 66,3              | 1 683           |
| 34   | Ontario                          | Amériques | Amérique du Nord   | Observateur         | oui               | 15 610            | 10,5              | 1 641           |
| 35   | République centrafricaine        | Afrique   | Afrique centrale   | Membre              | oui               | 5 331             | 24,4              | 1 300           |
| 36   | Burundi                          | Afrique   | Afrique de l'Est   | Membre              | oui               | 14 048            | 8,7               | 1 220           |
| 37   | Pologne                          | Europe    | Europe de l'Est    | Observateur         |                   | 38 539            | 2,5               | 961             |
| 38   | Maurice                          | Afrique   | Afrique de l'Est   | Membre              |                   | 1 271             | 72,7              | 923             |
| 39   | Autriche                         | Europe    | Europe de l'Ouest  | Observateur         |                   | 9 121             | 10,1              | 917             |
| 40   | Irlande                          | Europe    | Europe du Nord     | Observateur         |                   | 5 255             | 16,8              | 884             |
| 41   | La Réunion                       | Afrique   | Afrique de l'Est   | Membre (via France) | oui               | 879               | 88,0              | 773             |
| 42   | Suède                            | Europe    | Europe du Nord     |                     |                   | 10 607            | 7,1               | 749             |
| 43   | Rwanda                           | Afrique   | Afrique de l'Est   | Membre              | oui               | 14 257            | 5,1               | 732             |
| 44   | Viêt Nam                         | Asie      | Asie du Sud-Est    | Membre              |                   | 100 988           | 0,7               | 707             |
| 45   | Mauritanie                       | Afrique   | Afrique de l'Ouest | Membre              |                   | 5 169             | 13,0              | 670             |
| 46   | Ghana                            | Afrique   | Afrique de l'Ouest | Membre associé      |                   | 34 427            | 1,8               | 633             |
| 47   | Fédération de Russie             | Europe    | Europe de l'Est    |                     |                   | 144 820           | 0,4               | 624             |
| 48   | Grèce                            | Europe    | Europe du Sud      | Membre              |                   | 10 048            | 6,1               | 612             |
| 49   | Luxembourg                       | Europe    | Europe de l'Ouest  | Membre              | oui               | 673               | 90,5              | 609             |
| 50   | Thaïlande                        | Asie      | Asie du Sud-Est    | Observateur         |                   | 71 668            | 0,8               | 591             |
| 51   | Djibouti                         | Afrique   | Afrique de l'Est   | Membre              | oui               | 1 169             | 50,0              | 584             |
| 52   | Turquie                          | Asie      | Asie de l'Ouest    |                     |                   | 87 474            | 0,7               | 575             |
| 53   | Serbie                           | Europe    | Europe du Sud      | Membre associé      |                   | 6 736             | 8,3               | 558             |
| 54   | Israël                           | Asie      | Asie de l'Ouest    |                     |                   | 9 387             | 5,9               | 555             |
| 55   | Gambie                           | Afrique   | Afrique de l'Ouest | Observateur         |                   | 2 760             | 20,0              | 552             |
| 56   | Guinée équatoriale               | Afrique   | Afrique centrale   | Membre              | oui               | 1 893             | 28,9              | 547             |
| 57   | Danemark                         | Europe    | Europe du Nord     |                     |                   | 5 977             | 8,7               | 522             |
| 58   | Finlande                         | Europe    | Europe du Nord     |                     |                   | 5 617             | 8,4               | 469             |
| 59   | Norvège                          | Europe    | Europe du Nord     |                     |                   | 5 577             | 7,2               | 400             |
| 60   | Colombie-Britannique             | Amériques | Amérique du Nord   | Membre (via Canada) |                   | 5 551             | 6,3               | 350             |
| 61   | Guinée-Bissau                    | Afrique   | Afrique de l'Ouest | Membre              |                   | 2 201             | 15,4              | 339             |
| 62   | Nouveau-Brunswick                | Amériques | Amérique du Nord   | Membre              | oui               | 811               | 40,6              | 329             |
| 63   | Guadeloupe                       | Amériques | Caraïbes           | Membre (via France) | oui               | 375               | 84,0              | 315             |
| 64   | Comores                          | Afrique   | Afrique de l'Est   | Membre              | oui               | 867               | 33,6              | 291             |
| 65   | Émirats arabes unis              | Asie      | Asie de l'Ouest    | Membre associé      |                   | 11 027            | 2,6               | 289             |
| 66   | Nouvelle-Calédonie               | Océanie   | Mélanésie          | Membre associé      | oui               | 293               | 98,9              | 289             |
| 67   | Martinique                       | Amériques | Caraïbes           | Membre (via France) | oui               | 343               | 81,0              | 278             |
| 68   | Alberta                          | Amériques | Amérique du Nord   | Membre (via Canada) |                   | 4 673             | 5,9               | 275             |
| 69   | Polynésie française              | Océanie   | Polynésie          | Membre (via France) | oui               | 282               | 97,8              | 275             |
| 70   | Tchéquie                         | Europe    | Europe de l'Est    | Observateur         |                   | 10 736            | 2,4               | 253             |
| 71   | Laos                             | Asie      | Asie du Sud-Est    | Membre              |                   | 7 770             | 2,7               | 212             |
| 72   | Mayotte                          | Afrique   | Afrique de l'Est   | Membre (via France) | oui               | 327               | 63,0              | 206             |
| 73   | Guyane                           | Amériques | Amérique du Sud    | Membre (via France) | oui               | 309               | 62,0              | 191             |
| 74   | République dominicaine           | Amériques | Caraïbes           | Observateur         |                   | 11 428            | 1,4               | 164             |
| 75   | Hongrie                          | Europe    | Europe de l'Est    | Observateur         |                   | 9 676             | 1,5               | 148             |
| 76   | Bulgarie                         | Europe    | Europe de l'Est    | Membre              |                   | 6 758             | 1,9               | 131             |
| 77   | Qatar                            | Asie      | Asie de l'Ouest    | Membre associé      |                   | 3 048             | 4,3               | 130             |
| 78   | Manitoba                         | Amériques | Amérique du Nord   | Membre (via Canada) |                   | 1 430             | 8,1               | 116             |
| 79   | Chypre                           | Asie      | Asie de l'Ouest    | Membre associé      |                   | 1 358             | 8,0               | 109             |
| 80   | Nouvelle-Écosse                  | Amériques | Amérique du Nord   | Membre (via Canada) |                   | 1 036             | 10,0              | 104             |
| 81   | Mozambique                       | Afrique   | Afrique de l'Est   | Observateur         |                   | 34 632            | 0,3               | 103             |
| 82   | Slovaquie                        | Europe    | Europe de l'Est    | Observateur         |                   | 5 507             | 1,8               | 98              |
| 83   | Slovénie                         | Europe    | Europe du Sud      | Observateur         |                   | 2 119             | 4,1               | 87              |
| 84   | Vanuatu                          | Océanie   | Mélanésie          | Membre              | oui               | 328               | 24,0              | 79              |
| 85   | Croatie                          | Europe    | Europe du Sud      | Observateur         |                   | 3 875             | 1,8               | 70              |
| 86   | Malte                            | Europe    | Europe du Sud      | Observateur         |                   | 540               | 13,0              | 70              |
| 87   | Seychelles                       | Afrique   | Afrique de l'Est   | Membre              | oui               | 130               | 53,0              | 69              |
| 88   | Louisiane                        | Amériques | Amérique du Nord   | Observateur         |                   | 4 497             | 1,4               | 63              |
| 89   | Lituanie                         | Europe    | Europe du Nord     | Observateur         |                   | 2 859             | 2,2               | 62              |
| 90   | Cap-Vert                         | Afrique   | Afrique de l'Ouest | Membre              |                   | 525               | 10,8              | 57              |
| 91   | Andorre                          | Europe    | Europe du Sud      | Membre              |                   | 82                | 70,1              | 57              |
| 92   | Saskatchewan                     | Amériques | Amérique du Nord   | Membre (via Canada) |                   | 1 212             | 4,4               | 54              |
| 93   | Sao Tomé-et-Principe             | Afrique   | Afrique centrale   | Membre              |                   | 236               | 20,2              | 48              |
| 94   | Ukraine                          | Europe    | Europe de l'Est    | Observateur         |                   | 37 860            | 0,1               | 46              |
| 95   | Moldavie                         | Europe    | Europe de l'Est    | Membre              |                   | 3 035             | 1,4               | 41              |
| 96   | Monaco                           | Europe    | Europe de l'Ouest  | Membre              | oui               | 39                | 96,9              | 37              |
| 97   | Macédoine du Nord                | Europe    | Europe du Sud      | Membre              |                   | 1 823             | 1,9               | 35              |
| 98   | Japon                            | Asie      | Asie de l'Est      |                     |                   | 123 753           | 0,0               | 31              |
| 99   | Mexique                          | Amériques | Amérique centrale  | Observateur         |                   | 130 861           | 0,0               | 30              |
| 100  | Cambodge                         | Asie      | Asie du Sud-Est    | Membre              |                   | 17 639            | 0,2               | 29              |
| 101  | Albanie                          | Europe    | Europe du Sud      | Membre              |                   | 2 792             | 1,0               | 29              |
| 102  | Terre-Neuve-et-Labrador          | Amériques | Amérique du Nord   | Membre (via Canada) |                   | 519               | 5,0               | 26              |
| 103  | Islande                          | Europe    | Europe du Nord     |                     |                   | 393               | 6,7               | 26              |
| 104  | Bosnie-Herzégovine               | Europe    | Europe du Sud      | Observateur         |                   | 3 164             | 0,8               | 24              |
| 105  | Kosovo                           | Europe    | Europe du Sud      | Membre associé      |                   | 1 685             | 1,4               | 24              |
| 106  | Lettonie                         | Europe    | Europe du Nord     | Observateur         |                   | 1 872             | 1,3               | 24              |
| 107  | Saint-Martin                     | Amériques | Caraïbes           | Membre (via France) | oui               | 26                | 84,0              | 22              |
| 108  | Île-du-Prince-Édouard            | Amériques | Amérique du Nord   | Membre (via Canada) |                   | 175               | 11,9              | 21              |
| 109  | Estonie                          | Europe    | Europe du Nord     | Observateur         |                   | 1 361             | 1,4               | 19              |
| 110  | Géorgie                          | Asie      | Asie de l'Ouest    | Observateur         |                   | 3 808             | 0,4               | 16              |
| 111  | Paraguay                         | Amériques | Amérique du Sud    |                     |                   | 6 929             | 0,2               | 14              |
| 112  | Monténégro                       | Europe    | Europe du Sud      | Observateur         |                   | 638               | 2,1               | 13              |
| 113  | Wallis-et-Futuna                 | Océanie   | Polynésie          | Membre (via France) | oui               | 11                | 88,2              | 10              |
| 114  | Saint-Barthélemy                 | Amériques | Caraïbes           | Membre (via France) | oui               | 11                | 84,0              | 9               |
| 115  | Îles Vierges des États-Unis      | Amériques | Caraïbes           |                     |                   | 85                | 8,8               | 7               |
| 116  | Yukon                            | Amériques | Amérique du Nord   | Membre (via Canada) | oui               | 46                | 13,4              | 6               |
| 117  | Saint-Pierre-et-Miquelon         | Amériques | Amérique du Nord   | Membre (via France) | oui               | 6                 | 100,0             | 6               |
| 118  | Dominique                        | Amériques | Caraïbes           | Membre              |                   | 66                | 9,6               | 6               |
| 119  | Costa Rica                       | Amériques | Amérique centrale  | Observateur         |                   | 5 130             | 0,1               | 5               |
| 120  | Colombie                         | Amériques | Amérique du Sud    |                     |                   | 52 886            | 0,0               | 5               |
| 121  | Uruguay                          | Amériques | Amérique du Sud    | Observateur         |                   | 3 387             | 0,2               | 5               |
| 122  | Territoires du Nord-Ouest        | Amériques | Amérique du Nord   | Membre (via Canada) | oui               | 47                | 9,7               | 5               |
| 123  | Arménie                          | Asie      | Asie de l'Ouest    | Membre              |                   | 2 974             | 0,2               | 5               |
| 124  | Porto Rico                       | Amériques | Caraïbes           |                     |                   | 3 242             | 0,1               | 3               |
| 125  | Sainte-Lucie                     | Amériques | Caraïbes           | Membre              |                   | 180               | 1,6               | 3               |
| 126  | Suriname                         | Amériques | Amérique du Sud    |                     |                   | 634               | 0,2               | 1               |
| 127  | Nunavut                          | Amériques | Amérique du Nord   | Membre (via Canada) | oui               | 41                | 3,7               | 1               |
| 128  | Pérou                            | Amériques | Amérique du Sud    |                     |                   | 34 218            | 0,0               | 0               |
| 129  | Aruba                            | Amériques | Caraïbes           |                     |                   | 108               | 0,1               | 0               |
| 130  | Cuba                             | Amériques | Caraïbes           |                     |                   | 10 980            | 0,0               | 0               |
|      |                                  |           |                    |                     |                   | 2 543 675         |                   | 342 894         |